# Heinäjärvi (Junosuando socken, Norrbotten, 752203-177755)
Heinäjärvi är en sjö i Kiruna kommun och Pajala kommun i Norrbotten och ingår i Torneälvens huvudavrinningsområde. Sjön har en area på 0,104 kvadratkilometer och ligger 307,9 meter över havet. Sjön avvattnas av vattendraget Lainiojoki.

## Delavrinningsområde
Heinäjärvi ingår i det delavrinningsområde (751138-177489) som SMHI kallar för Mynnar i Junojoki. Medelhöjden är 287 meter över havet och ytan är 61,18 kvadratkilometer. Det finns inga avrinningsområden uppströms utan avrinningsområdet är högsta punkten. Lainiojoki som avvattnar avrinningsområdet har biflödesordning 3, vilket innebär att vattnet flödar genom totalt 3 vattendrag innan det når havet efter 286 kilometer. Avrinningsområdet består mestadels av skog (46 procent) och sankmarker (52 procent). Avrinningsområdet har 0,56 kvadratkilometer vattenytor vilket ger det en sjöprocent på 0,9 procent.